# THE SUPER FRUIT
THE SUPER FRUIT(더 슈퍼 후르츠)는 일본의 남성 아이돌 그룹이다. 소속 사무소는 주식회사 츠바사 단시 프로덕션.

## 개요
2021년 10월 1일, 츠바사 단시 프로덕션 설립과 함께, 그때까지는 개인으로 활동하고 있던 7명으로 결성.
그룹명의 유래는 메인디쉬나 물처럼 필수불가결한 것은 아니더라도, 과일처럼 「있으면 기쁜」 특별한 존재가 되었으면 하는 바람과 「신선함을 언제까지나 전달하겠다」는 뜻이 담겨 있다.

## 구성원
이름, 생년월일, 이미지 후르츠
- 아베 슌타 (阿部隼大, 2003년 2월 9일(22세)), 홋카이도 출신, 최연장자 - 코코넛
- 스즈키 시온 (鈴木志音, 2003년 9월 21일(21세)), 도쿄도 출신 - 포도
- 마츠모토 유키 (松本勇輝, 2003년 12월 10일(21세), 치바현 출신 - 복숭아
- 타쿠라 테루히사 (田倉暉久, 2003년 12월 12일(21세), 치바현 출신 - 오렌지
- 호시노 하루미 (星野晴海, 2004년 8월 6일(20세)), 아이치현 출신 - 레몬
- 호리우치 유이루 (堀内結流, 2004년 8월 15일(20세)), 미국 출신 - 멜론
- 오다 이신 (小田惟真, 2007년 1월 10일(18세)), 사이타마현 출신, 최연소 - 사과

## 작품

### 싱글
1. チグハグ (2022년 8월 31일)
2. サクラフレフレ (2023년 3월 22일)
3. サマー☆★げっちゅー (2023년 9월 6일)

한정 싱글
- 馬鹿ばっか (2022년 12월 21일)

### 착신 싱글
1. らりるサプライズ! (2024년 5월 22일)

### 앨범
1. 青い果実 (2023년 12월 20일)

### 미니 앨범
1. THE SUPER FRUIT (2022년 4월 6일)